# Фільц Богдана Михайлівна
Богда́на Миха́йлівна Фі́льц (нар. 14 жовтня 1932, Яворів, нині Львівської області — 5 травня, 2021, Київ) — українська композиторка і музикознавиця. Кандидатка мистецтвознавства (1964). Докторка філософії мистецтва (2006). Заслужена діячка мистецтв України (1999). Лауреатка премій імені Миколи Лисенка (1993), імені Віктора Косенка (2003), Мистецької премії «Київ» імені Артемія Веделя (2016).

## Біографія
Народилася 14 жовтня 1932 року в місті Яворові, що на Львівщині. Батько був адвокатом і активним громадським діячем. Мати — Ярослава Романівна (до шлюбу Рудницька) — навчалася на філософському факультеті Львівського державного університету. Вона знала кілька мов, добре грала на фортепіано та навчалася у філії Вищого музичного інституту імені Миколи Лисенка в Яворові.
Дитинство Богдани Фільц проходило в абсолютно інтелігентній атмосфері. У їхньому домі часто бували артисти мандрівної театральної трупи «Української Бесіди», коли гастролювали в Яворові, письменники та музиканти. Зокрема тут бували Антін Рудницький, Борис Кудрик, Михайло Голинський, Михайло Дуда, Марія Сокіл, Галя Левицька, Володимира Божейко, Євген Цегельський. Також навідувалась Соломія Крушельницька, яка була родичкою Богдани.
З раннього дитинства Богдана Фільц почала серйозно навчатися музики завдяки діяльності Вищого музичного Інституту ім. Миколи Лисенка. Батьки композиторки були засновниками музичної школи — філії Вищого музичного Інституту в Яворові. Також тут навчалися її брат Роман, старші сестри Христина та Іванна. Богдана Фільц грала на фортепіано і скрипці. Тут у музичній школі влаштовувалися концерти, святкові вечори, що свідчило про масовий культурний вплив закладу. Оскільки діяльність школи проходила під постійним наглядом львівського керівництва, Богдана вперше отримала змогу зустрітися із видатними композиторами Західної України — Василем Барвінським та Станіславом Людкевичем.
У 1939 році батько Богдани, як і інших багато українських патріотів, був заарештований органами НКВС та засуджений до ув'язнення. Згодом сім'ю «ворога народу» було заслано в Казахстан. Мати Фільц померла в засланні від голоду. 
Від 1963 року Богдана Фільц була співробітницею Інституту мистецтвознавства, фольклору та етнографії АН УРСР (нині Інститут мистецтвознавства, фольклористики та етнології імені М. Т. Рильського НАН України).
Життєва доля Богдани Фільц складалася непросто. Народжена в одній із відомих інтелігентно-просвітницьких родин Галичини (батько — адвокат, активний діяч «Просвіти», ініціатор створення багатьох культурно-мистецьких закладів у Яворові, мати — закінчила філософський факультет, до того ж хороша піаністка), Богдана рано втратила батьків унаслідок сталінських репресій 1939 року, у 1940-ві перебувала на засланні в Казахстані. Сирота Богдана разом з сестрами 1945 року опинилася у Львові. Але закладені змалку потяг до знань та любов до прекрасного, опікування родини повернули її до занять музикою. Тоді вона й розпочала композиторську діяльність.
Творче формування композиторки нерозривно пов'язане з двома культурними столицями України — Львовом і Києвом. У Львові — навчання в консерваторії, спілкування з найвидатнішими музикантами Західної України — Станіславом Людкевичем, Василем Барвінським. У Києві — аспірантура під керівництвом Лева Ревуцького, наукова праця у відділі музикознавства Інституту мистецтвознавства, фольклористики та етнології імені Максима Рильського.

## Творчість
Богдана Фільц є авторкою понад 400 творів. Значне місце серед них займають пісні для дитячих хорів («Любимо землю свою» — 1976; «Земле моя» — 1984). У доробку композиторки твори для симфонічного оркестру («Верховинська рапсодія» — 1961), концерт для фортепіано з оркестром (1958), фортепіанні твори, п'єси для бандури, скрипки, хорові твори (реквієм «Пам'яті героїв Небесної сотні» — 2014; кантати «Любіть Україну», «Юнакові» — 1958, «Пори року» — 2013; духовні твори для хору a cappella — 2013), солоспіви на слова Тараса Шевченка, Лесі Українки, Володимира Сосюри, Адама Міцкевича, обробки українських народних пісень.
На вірші Т. Шевченка Богдана Фільц написала романси «Сирітка» («На Великдень, на соломі»), «Вітер в гаї» (обидва — 1958), «Маленькій Мар'яні» (1962), «Ой по горі роман цвіте» (1974), вокальні ансамблі «Вітре буйний» (1961), «Тече вода з-під явора» (1968). Їй також належить жіночий хор без супроводу «На роковини Шевченка» на слова Лесі Українки (1961).

## Праці
- «Фортепіянна творчість В. С. Косенка» (1965).
- «Хорові обробки українських народних пісень» (1965).
- «Український радянський романс» (1970).
- «Гармонія солоспіву».

## Нагороди, відзнаки
- Мистецька премія «Київ» імені Артемія Веделя (2016) — за хоровий реквієм «Пам'яті героїв Небесної сотні» (2014), кантати «Любіть Україну», «Юнакові», «Пори року» (2013), сакральні твори хору a cappella (2013)[1].